# Majvor Snare
Majvor Snare, född Tingdal, 27 november 1918 i Östersund, död 16 januari 2005 i Vasa församling i Göteborg, var den första kvinnliga reportern på Göteborgs-Posten och den första kvinna som genomgick en svensk journalistutbildning. Under signaturen Zita, skrev hon bland annat modereportage från Paris. 2005 gick Majvor Snare bort och omnämndes då som en av stadens tidningspionjärer.

## Biografi
Majvor Snare växte upp i ett medelklasshem i Östersund. Fadern Karl Tingdal var agronom och modern Johanna född Waesterlund, arbetade som telegrafexpeditör. År 1937 tog Majvor Snare studenten vid Högre allmänna läroverket i Östersund. Efter examen arbetade hon en kort tid som volontär vid Jämtlands Tidning innan hon reste utomlands för att studera. Åter i Sverige började hon studier i franska vid Göteborgs högskola och deltog i en ny integrerad journalistutbildning mellan studier och tidningspraktik. Den första kullen utgjordes av Majvor Snare och tre manliga studenter.
1945 gifte hon sig med ingenjören Bertil Snare och paret fick tre barn. Makarna Snare är begravda på Stampens kyrkogård i Göteborg.

## Journalistisk och redaktionell verksamhet
Hösten 1938 fick Majvor Snare fast anställning vid Morgontidningen, som utgavs av Göteborgs Handelstidning, där hon gjort sin praktik och varit sommarvikarie. 1941 blev hon Göteborgs-Postens första kvinnliga journalist dit hon gick efter att Morgontidningen lagts ner Hon var ensam kvinna som journalist på redaktionen i 17 år då Monika Tunbäck Hansson började. Under pseudonymen Zita skrev hon bland annat om mode. Hon bevakade de stora modevisningarna i Paris och furstebröllopet i Monaco mellan Grace Kelly och furst Rainer av Monaco.
1953 började Snare medverka i Sveriges Radios husmorsprogram. 1955 var hon redaktör för Svensk Yrkeskvinna del 2 som gav en översikt av kvinnor i Västsverige. 1960 vikarierade hon från Göteborg för Ria Wägner i TV-programmet Hemma. I början av 1960-talet skrev hon under två år artiklar och krönikor om Göteborg i tidskriften Idun där Ria Wägner var chefredaktör.

## Styrelseuppdrag
- Styrelsen för journalistinstitutet i Göteborg[1]
- Västsveriges journalistseniorer[6]